# Эрнст Людвиг (ландграф Гессен-Дармштадта)
Эрнст Людвиг Гессен-Дармштадтский (нем. Ernst Ludwig von Hessen-Darmstadt; 15 декабря 1667, замок Фриденштайн, Гота — 12 сентября 1739, замок Егерсбург, близ Айнхаузена) — ландграф Гессен-Дармштадта с 1678 года.

## Биография
Эрнст Людвиг — сын ландграфа Людвига VI Гессен-Дармштадтского, родившийся в его втором браке с Елизаветой Доротеей Саксен-Гота-Альтенбургской, дочерью герцога Эрнста I Саксен-Готского. После смерти отца ему наследовал старший сводный брат Эрнста Людвига Людвиг VII, который вскоре умер. Ему наследовал Эрнст Людвиг, которому на тот момент было только одиннадцать лет, и его регентом была назначена мать.
В 1688 году Эрнст Людвиг покинул свою резиденцию из-за войны с Францией, оккупировавшей также Рюссельсхайм и Асперхофен. Десять лет его резиденцией были Нидда и Гисен. После смерти матери и его первой супруги пиетизм был вытеснен и почти все его прежние советники ушли в отставку. Эрнст Людвиг ввёл в Гессен-Дармштадте абсолютизм, повлёкший за собой обновление налоговой системы, создание военного департамента и развитие городов, в частности, Дармштадта. Сословия практически не созывались, решения о повышении налогов принимались, минуя их.
Ландграф любил театр и музыку и, как его отец и сёстры Магдалена Сибилла и Августа Магдалена, сочинял стихи для церковных песнопений. Эрнст Людвиг писал марши и играл на гамбе. Капельмейстером у него служил Кристоф Граупнер, который хотел получить должность кантора церкви Святого Фомы в Лейпциге, но Эрнст Людвиг не отпустил его.
Долги ландграфа возрастали из-за расточительности, представительских амбиций и страсти к строительству и роскоши, и Эрнст Людвиг обратился к алхимии. Он пригласил архитектора Луи Реми де ла Фосса для восстановления Дармштадтского дворца-резиденции после пожара 1715 года. Страсть Эрнста Людвига к охоте отразилась в закладке нескольких новых охотничьих дворцов. Расходы были столь велики, что в 1718 году оппозиционное чиновничество и теологи заставили ландграфа отказаться от охоты с гончими собаками.

## Потомки
1 декабря 1687 года в Дармштадте Эрнст Людвиг женился на Доротее Шарлотте Бранденбург-Ансбахской, дочери маркграфа Альбрехта Бранденбург-Ансбахского. У них родились:
- Доротея София (1689—1723), замужем за графом Иоганном Фридрихом Гогенлоэ-Эрингенским (1683—1765)
- Людвиг VIII (1691—1768), ландграф Гессен-Дармштадта, женат на графине Шарлотте Кристине Ганау-Лихтенбергской
- Карл Вильгельм (1693—1707)
- Франц Эрнст (1695—1717)
- Фридерика Шарлотта (1698—1777), замужем за ландграфом Максимилианом Гессен-Кассельским

Второй, морганатический брак Эрнст Людвиг заключил 20 января 1727 года в Дармштадте с Луизой Софией фон Шпигель (1690—1751), возведённой в графини фон Эппштейн. В этом браке родились две дочери:
- Луиза Шарлотта (1727—1753), графиня фон Эппштейн
- Фридерика София (1730—1770), графиня фон Эппштейн, замужем за бароном Людвигом фон Претлак (1716—1781)

Кроме того, у Эрнста Людвига был внебрачный сын от Шарлотты фон Форстнер (1686—1727):
- Фридрих Карл Людвиг фон Гогенштейн цу Фюрстенфельд (1711 — ок. 1715)